# Кубок Чернігівської області з футболу 2014
Кубок Чернігівської області з футболу 2014 — 66-й розіграш Кубка Чернігівської області з футболу.
На всіх етапах турніру зустрічі команд складаються з одного матчу.

## Учасники
В цьому розіграші Кубку узяли участь 16 клубів.
| - «Біг Поль» (Омельянів) - ФК «Городня» (Городня) - «Динамо» (Ічня) - «Єдність» (Плиски) - «Єдність» (Чемер) - «Зернопром» (Анисів) - «Зірка» (Корюківка) - «Зміна» (Борзна) - «Колос» (Смолин) - «Полісся-Юність» (Добрянка) - «Промінь» (Паюти) - «Ревна» (Семенівка) - ФК «Сосниця» (Сосниця) - «Торпедо» (Ніжин) - «Фрунзівець» (Ніжин) - «Штурм» (Жовтневе) |

## 1/8 фіналу
Матчі 1/8 фіналу відбулися 19 квітня 2014 року.
| Команда 1              | Команда 2                   | Рахунок        |
| ---------------------- | --------------------------- | -------------- |
| «Єдність» (Чемер)      | «Єдність» (Плиски)          | 0:5            |
| ФК «Городня» (Городня) | «Промінь» (Патюти)          | 3:0            |
| «Фрунзівець» (Ніжин)   | «Біг Поль» (Омелянів)       | 2:0            |
| «Зміна» (Борзна)       | «Зірка» (Корюківка)         | 1:2            |
| «Штурм» (Жовтневе)     | «Торпедо» (Ніжин)           | 1:1 (пен. 3:5) |
| «Динамо» (Ічня)        | «Ревна» (Семенівка)         | 1:1 (пен. 4:5) |
| ФК «Сосниця» (Сосниця) | «Полісся-Юність» (Добрянка) | 1:2 (д.ч.)     |
| «Зернопром» (Анисів)   | «Колос» (Смолин)            | 4:0            |

## 1/4 фіналу
Матчі 1/4 фіналу відбулися 26 квітня 2014 року.
| Команда 1                   | Команда 2              | Рахунок        |
| --------------------------- | ---------------------- | -------------- |
| «Зірка» (Корюківка)         | «Зернопром» (Анисів)   | 2:3 (д.ч.)     |
| «Єдність» (Плиски)          | «Ревна» (Семенівка)    | 4:0            |
| «Торпедо» (Ніжин)           | ФК «Городня» (Городня) | 5:2            |
| «Полісся-Юність» (Добрянка) | «Фрунзівець» (Ніжин)   | 1:1 (пен. 3:5) |

## 1/2 фіналу
Матчі 1/2 фіналу відбулися 3 травня 2014 року.
| Команда 1            | Команда 2          | Рахунок |
| -------------------- | ------------------ | ------- |
| «Зернопром» (Анисів) | «Торпедо» (Ніжин)  | 8:0     |
| «Фрунзівець» (Ніжин) | «Єдність» (Плиски) | 0:4     |

## Фінал
Матч відбувся 11 травня 2014 року.
| Команда 1          | Команда 2            | Рахунок    |
| ------------------ | -------------------- | ---------- |
| «Єдність» (Плиски) | «Зернопром» (Анисів) | 1:0 (д.ч.) |